# السوريبة
السوريبة إحدى القرى في جمهورية السودان - ولاية الجزيرة، تقع جنوب غرب مدينة ود مدني.

## تاريخ القرية
تتميز بأن لها تاريخ عريق، منذ مملكة سنار ويحكي الأهالي أن مؤسس قرية السوريبة هي أميرة من أميرات مملكة سنار وهي نصرة بنت عدلان. كما أورد ذلك أورد ريتشارد في كتابه على تخوم الإسلام، وقد تواردت قصص كثيرة عن هذه القرية العريقة أشهرها القصة عاليه والتي تجعل القرية في تصنيف مملكة سنار القديمة. ولا يزال بقية أفراد الأسرة الحاكمة موجودين بالقرية ويطلق عليهم (الأرابيب - جمع أرباب). كانت تدار قديماً بالنظام القبلي والعمد والمشايخ كما هو الحال في عموم السودان، ومن أشهر مشايخها الشيخ مصطفى عدلان.

## الموقع
تتميز بأنها قرية محورية تقع في مدخل القرى التابعة لمشروع الجزيرة العملاق، حيث تبعد عن رئاسة المشروع (بركات) حوالي 4 كلم في الاتجاه شمال الشمال الغربي.

## الخدمات
دخلت الخدمات الرئيسية إلى القرية في العام 1946م حيث تم بناء أول مدرستين ابتدائيتين للبنين والبنات، ونادي ثقافي بواسطة المعسكر الدولي للشباب الذي أقيم في السودان، كما يوجد مدرستي أساس ومدرسة ثانوية مشتركة وتم فتح مدرسة ثانوية خاصة مشتركة، ونادي ومساجد ومركز صحي ومحطتي مياه، كما بها عدد من الفرق الرياضية التي نافست على المستوى المحلي. قدمت السوريبة العديد من الشهداء في عهد ثورة الإنقاذ الوطني حتى أنها لقبت بقرية الشهداء.